# Jules Courmont
Pour les articles homonymes, voir Courmont.
Jules Courmont, né à Lyon le 24 janvier 1865 et mort dans la même ville le 24 février 1917, est un médecin et biologiste français.

## Biographie
Il est le frère aîné du médecin et biologiste Paul Courmont (1871-1951) qui prolongea l’œuvre de son frère dans la lutte contre la tuberculose. Il fait des études de médecine à Lyon. En 1898, il devient directeur du service des contagieux de l'hôpital de la Croix Rousse.
Il est titulaire de la chaire d'hygiène de la faculté de médecine entre 1900 et 1917).
Cofondateur avec Saturnin Arloing et sous-directeur (1900-1911), puis directeur (1911-1917) de l'Institut bactériologique de Lyon, c'est le premier inspecteur départemental de l'Hygiène publique dans le Rhône (1908).

Il est membre du Conseil supérieur d'Hygiène de France (1910).
Il proposa notamment la démolition de l'hôtel-Dieu de Lyon ainsi que de l'hôpital de la Charité.
Ami et conseiller d’Édouard Herriot, il participa de manière fort active à la création de l’hôpital de Grange-Blanche, appelé aujourd'hui « hôpital Édouard-Herriot. »
Il devient en 1914 un des commissaires généraux de l'Exposition internationale urbaine de Lyon avec Louis Pradel (homonyme du futur maire de Lyon). Préoccupé par la démographie de la France en Europe, il y promeut une vision hygiéniste de la ville notamment dans le règlement de l'exposition. Cela vise dans cet évènement autant à montrer un modèle en manière de s'alimenter, que d'éradiquer les maladies contagieuses, que d'éviter des effets de l'alcoolisme, que de porter des soins pour la population âgée (handicapée), avec des préoccupations de sécurité dans l'habitat  et d'assainissement dans la Ville moderne « idéale. »
« Avant son décès brutal en 1917 à 52 ans, au retour d'une visite sanitaire sur le front », il a habité 34 quai du Docteur-Gailleton, dans le deuxième arrondissement de Lyon.

## Hommages
- Le quai qui porte son nom dans le 2e arrondissement de Lyon (ex-quai de Retz, des Cordeliers, de l’Hôpital) reçut cet hommage toponymique le 26 février 1917[8].
- L'hôpital du Perron à Pierre-Bénite, plus tard incorporé dans le centre hospitalier Lyon Sud, fut baptisé hôpital Jules-Courmont en 1946.

## Œuvres
- Précis d'hygiène, 1909